# Königs-Schwingalge
Die Königs-Schwingalge  (Oscillatoria princeps) ist eine Art fädiger Cyanobakterien.

## Merkmale und Lebensraum
Die Filamente sind von blau-grüner, rotbrauner, rötlicher oder violetter Färbung. Die Zellen sind breiter als lang und besitzen Gasvesikel. Die Zellwände im Trichom sind erkennbar. O. princeps bildet keine Heterozysten.
Die Königs-Schwingalge ist weltweit als Plankton im Süßwasser verbreitet.

## Systematik
Die Art ist die Typusart der Gattung Oscillatoria. Ein Synonym ist Lyngbya princeps  (Vaucher ex Hansgirg, 1892). Sie ähnelt Oscillatoria limosa, diese besitzt im Verhältnis zur Länge breitere Zellen.

## Belege
1. ↑  Heinz Streble, Dieter Krauter: Das Leben im Wassertropfen. Mikroflora und Mikrofauna des Süßwassers. Ein Bestimmungsbuch. 10. Auflage. Kosmos, Stuttgart 2006, ISBN 3-440-10807-4.
2. ↑  David M. John, Brian A. Whitton, Alan J. Brook: The freshwater algal flora of the British Isles. An identification guide to freshwater and terrestrial algae, Bd. 1. Cambridge University Press, Cambridge 2002, ISBN 0-521-77051-3 (+ 1 CD-ROM).
3. ↑  Speziesinformation bei Algaebase